# Rafał Czarnecki
Rafał Czarnecki (ur. 26 grudnia 1979) – polski maratończyk z Bliżyna. Trener skarżyskich klubów lekkoatletycznych m.in. Czarnecki Run Team oraz STS Skarżysko-Kamienna.
Wielokrotny zwycięzca m.in. Gdańsk Maraton, gdzie w 2019 pobił rekord trasy, pokonując dystans 42 km 195 m w 2 godz. 23 min 14 s., maratonu lubelskiego czy PKO Maraton Rzeszowski. Jego żona, Lidia, także bierze udział i wygrywa maratony m.in. w Gdańsku, w klasyfikacji kobiet. W grudniu 2019, wraz z żoną, wygrał w kieleckim plebiscycie „Ludzie z pasją” w kategorii sport.

## Wygrane maratony

### 2018[14]
- Gdańsk Maraton - 2:23:36 (15.04) – wygrana
- Maraton Lubelski - 2:38:15 (13.05) – wygrana
- Sanprobi Maraton Szczeciński - 2:37:18 (03.06) – wygrana
- Dookoła Jeziora Maraton – 2:45:14 (10.06) – wygrana
- Orlen Maraton Solidarności - 2:28:55 (15.08) – wygrana
- Koral Maraton – 2:45:11 (09.09) – wygrana
- Silesia Maraton – 2:27:15 (07.10) – 2. miejsce
- Radomski Maraton Trzeźwości – 2:52:15 (17.10) – wygrana
- Maraton Odrzański - 2:27:50 (28.10) – wygrana

### 2019[2]
- Gdańsk Maraton - 2:23:14 (14.04) – wygrana (rekord trasy)
- Maraton Lubelski - 2:42:40 (12.05) – wygrana
- Maraton Mazury - 2:40:12 (01.06) – wygrana
- Sanprobi Maraton Szczeciński - 2:32:27 (23.06) – wygrana
- Maraton Rzeszowski - 2:24:59 (06.10) – wygrana
- Maraton Odrzański - 2:27:50 (28.10) – wygrana

### 2020
- Maraton Odrzański - 2:29:48 (25.10) – wygrana

### 2021
- Nocny Maraton Szczeciński - 2:40:16 (24.07) – wygrana